# Даміано Ферронетті
Даміано Ферронетті (італ. Damiano Ferronetti, нар. 1 листопада 1984, Альбано-Лаціале) — італійський футболіст, що грав на позиції захисника. По завершенні ігрової кар'єри — тренер.
Виступав, зокрема, за «Парму» та «Удінезе», а також молодіжну збірну Італії.

## Клубна кар'єра
Народився 1 листопада 1984 року в місті Альбано-Лаціале. Вихованець футбольної школи клубу «Рома». У першій команді дебютував при Фабіо Капелло 24 листопада 2002 року в матчі Серії А проти «Парми». Втім цей матч так і залишився єдиним у складі римлян і 2003 року Ферронетті був відданий в оренду клубу «Трієстина», де провів вдалий сезон, зігравши за 30 матчів у Серії Б.
2004 року, повернувшись до «Роми» був відданий в «Парму» як частина угоди по переходу Маттео Феррарі в зворотному напрямку. Відіграв за пармську команду наступні три сезони своєї ігрової кар'єри, але закріпитися в основі так і не зміг, зігравши 38 матчів у Серії А.
13 серпня 2007 року Ферронетті перейшов до «Удінезе» в обмін на Даміано Зеноні. Дебютував у новій команді 11 листопада в матчі проти «Фіорентини», а 15 березня 2008 року забив свій перший гол у Серії А у грі проти «Лаціо» (2:2). Загалом у перший сезон у фріульському клубі провів 16 матчів та забив 1 гол. У наступному сезоні 15 лютого 2009 року він отримав серйозну травму, розрив хрестоподібної зв'язки коліна, на 12 хвилині матчі проти «Сієни», після фолу Массімо Маккароне. Після майже тринадцяти місяців поза футболом Ферронетті повернувся на поле 20 лютого 2010 року у грі проти «Дженоа» та зіграв 12 матчів чемпіонату та два у Кубку Італії до кінця сезону .
На передсезонних зборах 2010 року Ферронетті знову зазнав розриву тієї ж хрестоподібної зв'язки правого коліна у товариському матчі проти «К'єво». 15 вересня 2010 року його знову прооперували в клініці Вілла Стюарт у Римі, але час відновлення розтягнувся настільки, що в сезоні 2010/11 років він не зіграв жодної хвилини. Лише 2 жовтня 2011 року, після більш ніж одного року, він вийшов на поле в матчі проти «Болоньї», а 15 січня 2012 року забив свій перший гол у сезоні в грі проти «Дженоа» (2:3). Загалом за сезон він провів 19 матчів в усіх турнірах і 30 червня 2012 року на правах вільного агента покинув «Удінезе».
31 серпня 2012 року Ферронетті підписав угоду з «Дженоа», але і у цій команді більшу частину сезону лікувався, перенісши чергову операцію через розрив зовнішнього меніска в правому коліні і зіграв лише 4 гри у Серії А. 1 липня 2013 року він покинув команду.
8 серпня 2013 року Ферронетті підписав однорічний контракт із командою Серії Б «Тернана». Даміано був основним гравцем, зігравши 28 матчів у всіх турнірах і хабивши 2 голи, через що його співпраця з клубом була продовжена ще на рік. Але наступний сезон знову був затьмарений проблемою з колінами, яка змусила його провести чергову операцію в Римі, через яку захисник зіграв лише 6 ігор і в кінці сезону покинув команду.
Надалі Даміано грав на аматорському рівні, де у 2016–2017 роках був граючим тренером «Різанезе», а у наступному році грав за «Рівіньяно».

## Виступи за збірні
2000 року дебютував у складі юнацької збірної Італії (U-16). В складі команди до 19 років в 2003 році став чемпіоном Європи на Турнірі в Ліхтенштейні. Загалом на юнацькому рівні взяв участь у 29 іграх.
Протягом 2004—2006 років залучався до складу молодіжної збірної Італії, з якою був учасником молодіжного чемпіонату Європи 2006 року у Португалії. Всього на молодіжному рівні зіграв у 4 офіційних матчах.

## Статистика виступів

### Статистика клубних виступів
| Сезон               | Команда             | Чемпіонат           | Чемпіонат | Чемпіонат | Національний кубок | Національний кубок | Національний кубок | Єврокубки | Єврокубки | Єврокубки | Інші змагання | Інші змагання | Інші змагання | Усього | Усього |
| Сезон               | Команда             | Ліга                | Ігор      | Голів     | Ліга               | Ігор               | Голів              | Ліга      | Ігор      | Голів     | Ліга          | Ігор          | Голів         | Ігор   | Голів  |
| ------------------- | ------------------- | ------------------- | --------- | --------- | ------------------ | ------------------ | ------------------ | --------- | --------- | --------- | ------------- | ------------- | ------------- | ------ | ------ |
| 2001–02             | «Рома»              | A                   | 0         | 0         | КІ                 | 0                  | 0                  | ЛЧ        | 0         | 0         | -             | -             | -             | 0      | 0      |
| 2002–03             | «Рома»              | A                   | 1         | 0         | КІ                 | 0                  | 0                  | ЛЧ        | 0         | 0         | -             | -             | -             | 1      | 0      |
| Усього за «Рому»    | Усього за «Рому»    | Усього за «Рому»    | 1         | 0         |                    | 0                  | 0                  |           | 0         | 0         |               |               |               | 1      | 0      |
| 2003–04             | «Трієстина»         | B                   | 30        | 0         | КІ                 | 1                  | 0                  | -         | -         | -         | -             | -             | -             | 31     | 0      |
| 2004–05             | «Парма»             | A                   | 10        | 0         | КІ                 | 1                  | 0                  | КУЄФА     | 4         | 0         | -             | -             | -             | 15     | 0      |
| 2005–06             | «Парма»             | A                   | 12        | 0         | КІ                 | 0                  | 0                  | -         | -         | -         | -             | -             | -             | 12     | 0      |
| 2006–07             | «Парма»             | A                   | 16        | 0         | КІ                 | 3                  | 0                  | КУЄФА     | 4         | 0         | -             | -             | -             | 23     | 0      |
| Усього за «Парму»   | Усього за «Парму»   | Усього за «Парму»   | 38        | 0         |                    | 4                  | 0                  |           | 8         | 0         |               |               |               | 50     | 0      |
| 2007–08             | «Удінезе»           | A                   | 16        | 1         | КІ                 | 5                  | 1                  | -         | -         | -         | -             | -             | -             | 21     | 2      |
| 2008–09             | «Удінезе»           | A                   | 13        | 0         | КІ                 | 0                  | 0                  | КУЄФА     | 3         | 0         | -             | -             | -             | 16     | 0      |
| 2009–10             | «Удінезе»           | A                   | 12        | 0         | КІ                 | 0                  | 0                  | -         | -         | -         | -             | -             | -             | 12     | 0      |
| 2010–11             | «Удінезе»           | A                   | 0         | 0         | КІ                 | 0                  | 0                  | -         | -         | -         | -             | -             | -             | 0      | 0      |
| 2011–12             | «Удінезе»           | A                   | 15        | 1         | КІ                 | 1                  | 0                  | ЛЧ+ЛЄ     | 0+3       | 0         | -             | -             | -             | 19     | 1      |
| Усього за «Удінезе» | Усього за «Удінезе» | Усього за «Удінезе» | 56        | 2         |                    | 6                  | 1                  |           | 6         | 0         |               | -             | -             | 68     | 3      |
| 2012–13             | «Дженоа»            | A                   | 4         | 0         | КІ                 | -                  | -                  |           | -         | -         |               | -             | -             | 4      | 0      |
| 2013–14             | «Тернана»           | B                   | 27        | 1         | КІ                 | 1                  | 1                  |           | -         | -         |               | -             | -             | 28     | 2      |
| 2014–15             | «Тернана»           | B                   | 6         | 0         | КІ                 | 2                  | 0                  | -         | -         | -         | -             | -             | -             | 8      | 0      |
| Усього за кар'єру   | Усього за кар'єру   | Усього за кар'єру   | 160       | 3         |                    | 14                 | 2                  |           | 14        | 0         |               | -             | -             | 193    | 6      |

## Титули і досягнення
- Чемпіон Європи (U-19): 2003